# چال سیاه رودبال
چال سیاه رودبال مربوط به دوران‌های تاریخی پس از اسلام است و در شهرستان گچساران، بخش مرکزی، روستای رودبال واقع شده و این اثر در تاریخ ۱۲ تیر ۱۳۸۴ با شمارهٔ ثبت ۱۲۰۹۵ به‌عنوان یکی از آثار ملی ایران به ثبت رسیده است.